# U 202 (Kriegsmarine)
De U 202 was een Duitse U-boot van het Type VIIC van de Kriegsmarine tijdens de Tweede Wereldoorlog. Op 1 maart 1941 kwam de boot in dienst onder bevel van Kapitänleutnant Hans-Heinz Linder. Van 22 maart tot 1 juni 1941 was de U-boot een opleidingsboot. Vanaf 2 september 1942 kreeg kapitein-luitenant-ter-zee Günter Poser de U-boot onder zijn commando.

## Speciale opdracht
De U 202 vertrok op 27 mei 1942 vanuit Brest voor een speciale patrouille. Op 12 juni, na de Atlantische overtocht, waar ze overdag onder water voeren en ’s nachts boven water, dropte Hans-Heinz Linder een saboteursteam van vier man op Long Island, Verenigde Staten. Dit was een van de twee dergelijke saboteursteams die binnen een week gedropt werden op de Oostkust van de Verenigde Staten. Het andere team kwam van boord van de U 584. Ze waren de eersten van vele van deze geplande acties. De U 202 keerde veilig terug naar Brest op 25 juli 1942. Günter Poser, de nieuwe commandant van de U 202, vertrok vanuit Brest, op 6 september 1942 voor zijn eerste oorlogspatrouille.
Op 8 september 1942 in de Golf van Biskaje werd de U-boot aangevallen door Britse vliegtuigen en beschadigd maar de U-boot kon zijn patrouille verder zetten. Alhoewel de U 202 een grote tanker, die vanuit Trinidad kwam, aanviel, werd de U-boot zelf aangevallen op 29 september, door dieptebommen van geallieerde vliegtuigen. De explosies beschadigden de luchtcompressor die een strikte beperking van zijn duikvermogen teweegbracht. Hij volbracht zijn patrouille verder en deed twee schepen zinken vooraleer hij terugkeerde naar zijn basis in Frankrijk. Op 1 oktober vernietigde hij het Nederlandse vrachtschip "Achilles". De U 202 vertrok vanuit Brest, voor de volgende patrouille op 12 januari 1943, een patrouille van 74 dagen waar hij op 23 februari 4 vrachtvaarders trof waarvan er drie beschadigd werden en één zonk, de Amerikaanse tanker "Esso Baton Rouge". Op 29 april 1943 vertrok Poser vanuit Brest voor zijn laatste patrouille.

## Ondergang
Op 2 juni 1943 onderschepte het Britse Eskader van Frederick Johnnie Walker in de Golf van Biskaje drie U-boten die aan de oppervlakte voeren. Ze probeerden tevergeefs door onderduiken aan de groep van Walker te ontkomen. De U 202 werd tot zinken gebracht omstreeks 00:30 op 2 juni ten zuidoosten van Kaap Vaarwel, in positie 56° 12′ 0″ NB, 39° 52′ 0″ WL door dieptebommen en kanonvuur van de Britse sloep HMS Starling. Er vielen 18 doden waaronder kapitein-luitenant-ter-zee Günter Poser, en 30 overlevenden werden even later na het zinken van de U 202 opgepikt door de Britten. 

## Commandanten
- Kapitein-luitenant-ter-zee Hans-Heinz Linder: Van 22 maart 1941 tot 1 september 1942 - 6 patrouilles (samen 236 dagen op zee)
- Kapitein-luitenant-ter-zee Günter Poser: Van 2 september 1942 tot 2 juni 1943 (+) - 3 patrouilles (samen 159 dagen op zee)